# 난중일기
난중일기(亂中日記)는 조선 중기의 무신(武臣) 이순신(李舜臣)이 임진왜란 7년(1592년 ~ 1598년) 동안 군중에서 쓴 일기이다. 1962년 12월 20일 대한민국의 국보 제76호 이충무공난중일기부서간첩임진장초(李忠武公亂中日記附書簡帖壬辰狀草)으로 지정되었다가, 2010년 8월 25일 이순신 난중일기 및 서간첩 임진장초(李舜臣 亂中日記 및 書簡帖 壬辰狀草)로 명칭이 변경되었다.
일기 7책과 서간첩 1책, 임진장초 1책까지 총 9권이 국보 제76호로 지정되어 있으며, 2013년 6월 18일 광주에서 열린 '제11차 유네스코 세계기록유산 국제자문위원회'의 권고를 유네스코가 받아들여, 새마을운동 기록물과 함께 이순신 난중일기 및 서간첩 임진장초(李舜臣 亂中日記 및 書簡帖 壬辰狀草)라는 이름으로 유네스코 세계기록유산으로 등재되었다.

## 개설
조선 중기의 무신으로서 임진왜란에서 조선의 수군을 지휘해 한산도, 명량 등지에서 왜병을 격퇴하고 전란의 전세를 조선의 승리로 이끌어, 사후 조선 조정으로부터 충무공(忠武公)의 시호를 받았던 여해(汝諧) 이순신이 임진왜란이 발발하는 조선 선조 25년(1592년) 음력 1월 1일(양력 2월 13일)부터 노량해전에서 전사하기 이틀 전인 선조 31년(1598년) 음력 9월 17일(양력 10월 16일)까지의 2,539일간의 군중에서의 생활과 전란의 정세에 대해 보고 들은 내용을 적은 일기이다.
《난중일기》라는 제목은 조선 정조 19년(1795년) 왕명으로 간행된 《이충무공전서》(李忠武公全書)에서 처음 붙여졌다. 원래 제목은 연도별로 《임진일기》(壬辰日記), 《계사일기》(癸巳日記) 등으로 일기가 다루는 해의 간지를 붙여 표기하였다. 현존하는 난중일기의 판본은 크게 두 가지가 있는데, 친필 원본은 초서로 되어 있으며, 《이충무공전서》 편찬과 함께 원본 일기의 초서를 정자(正字)로 탈서(脫草)한 전서본이 세상에 전해지게 되었다. 전서본은 친필 원본을 탈서편집한 것이나, 원본 일기에 빠진 부분(을미년 일기의 경우 전서본에만 존재)을 담고 있어 상호 보완 관계에 있으며, 1935년 조선사편수회에서 전서본과 친필본을 합본하여 《난중일기초》를 간행하였다.
7년 간의 전쟁 동안 출정한 낱, 이순신 본인이 항명죄로 한양으로 압송되어 있던 시기에는 일기를 쓰지 못한 경우가 있었으나, 날짜마다 간지 및 날씨를 빠뜨리지 않고 틈나는 대로 적었다.
내용은 시취(時趣)에 넘치는 일상생활, 동료 · 친척과의 왕래 교섭, 이순신 본인의 개인적인 집안일은 물론 당시 조선 수군(水軍)의 지휘에 관한 비책(秘策), 국가 및 조정에 대한 충성과 강개, 왜군에 대한 분노의 감정 토로 등이 실려 있으며, 상관과 장수 및 부하들간의 갈등 문제를 비롯해 당시의 정치, 경제, 사회, 군사 등에 이르기까지 폭넓게 기록하고 있다.
임진왜란 연구에 없어서는 안 될 사료(史料)이다.

## 내용

### 두 개의 정유일기
《난중일기》에서 명량해전이 있었던 해인 정유년(1597년)의 일기는 두 개의 사본이 존재한다. 모두 이순신 본인이 쓴 것으로 정유년 4월 1일부터 10월 28일까지 쓴 제5책(전 27매)와 정유년 8월 5일부터 이듬해 무술년 1월 4일까지의 일을 기록한 제6책(전 20매)의 사본이다. 정유년 8월 4일부터 10월 8일까지의 일기가 중복되어 있는데 양자를 비교하면 제5책에서 간지의 착오가, 제6책에서 기사의 상세한 확충이 확인된다. 김경수는 이에 대해 이순신이 처음 쓴 정유년 일기의 잘못된 부분을 발견하고 시간의 여유를 틈타 이순신이 기억을 더듬어 다시 쓴 것으로 추정하였다. 명량해전을 치르던 날인 9월 16일의 일기는 난중일기 분량 가운데서도 가장 긴 분량의 일기이기도 하다.

### 왜장 마다시(馬多時)
《정유일기》(丁酉日記) 후권(後券) 음력 9월 16일자에 기록된 명량 해전의 날, 12척의 배를 이끌고 울돌목에서 300여 척에 달하는 일본 함대와 맞닥뜨려 적선의 31척을 부수고 일본 함대를 격퇴하는 전승을 거둔 이순신에게 앞서 안골포 해전 때 조선군에 투항했던 항왜 준사(俊沙)가 바다에 떠다니던 왜장의 시체를 가리켜 "저기 무늬 있는 비단옷을 입은 놈, 안골진(安骨鎭)의 적장 마다시(馬多時)라는 자입니다."라고 보고했고, 이순신은 사부 김돌손(金乭孫)을 시켜 마다시를 갈쿠리로 건져올려 재차 준사에게 확인시킨 뒤, 마다시의 시체를 토막내어 적 앞에 보임으로써 적의 기세를 꺾었다고 적고 있다.
안골포에서 항복한 항왜인 준사가 알아보고 이순신에게 가리켜 알렸다는 마다시라는 이름의 왜장에 대해서는, 정유재란 당시 구루시마 수군을 거느리고 참전했으나 울돌목에서 전사한 이요 출신의 수군 장수 구루시마 미치후사(来島通総)라고 알려져 왔으나, 《양국임진실기》(両国壬辰実記)의 찬자 야마자키 히사나가(山崎尚長)는 각주에서 아와지섬을 중심으로 활약한 또 다른 수군 세력인 간 씨(菅氏)의 간 헤이에몬(菅平右衛門)의 자제 가운데 마타시로(又四郎)라는 통칭으로 불렸던 간 마사카게(菅正陰)를 마다시로 거론하고 있다. 간 마타시로 마사카게 또한 울돌목에서 죽었고 '마타시로'와 '마다시'의 일본어 독음도 서로 같다는 점이 주요 근거로, 《징비록》을 일역하기도 한 재일 사학자인 박종명(朴鐘鳴)도 이 설을 지지하였다. 일본측 자료로 명량 해전 당시 일본 수군 장수의 한 명이었던 도도 다카토라의 행장 기록인 《고산공실록》(高山公実録)에는 "선봉에 섰던 배들이 적선에 당해 부서진 것이 몹시 많았다. 그 와중에 구루시마 이즈모노도노(来島出雲殿)도 전사(討死)하였다."고 적고 있다.

### 주변 인물들에 대한 평가
이순신은 일기 속에서 자신 주변의 인물들에 대한 평가를 남기고 있다.
권율
선조 27년(1594년) 이순신은 전윤으로부터 "수군을 거창으로 잡아왔는데 원수 권율이 방해한다"는 전언을 들었다. 그는 이를 일기에 적고, "예전부터 남의 공을 시기하는 것이 이랬으니 한탄해 뭐하겠는가"라고 권율을 비판했다. 6월에는 광양현감이 두치에서 수군을 옮겨 복병시켰는데, 도원수 권율의 서출 처남인 조대항이 권율에게 무고하는 말만 믿고 광양현감에게 사적인 감정이 있는 게 아니냐고 문책하는 일이 있었는데, 이순신은 이에 대해 "사사로이 행한 것이 이리 심하니 통탄을 비길 데 없다"고 평했다(나중에 권율은 이러한 자신의 행동을 후회). 을미년 일기에서도 이순신은 남해현령 기효근 등을 공초한 권율의 초안을 보고 "근거도 없이 망령되게 고한 말이 몹시 많으니 반드시 실수에 대한 문책이 있을 것"이라며, 원수의 임무를 맡아 행하는 게 괴이하다고 평한다.
김응서
경상우병사로 있던 김응서는 선조 28년(1595년) 5월 1일, 조정의 명도 없이 사사로이 왜장 고니시 유키나가와 교섭하면서 고니시를 향해 '대인(大人)'이라고 칭하는 등의 일이 문제가 되어 사헌부의 탄핵을 받고 있었다. 김응서에게 비변사낭청 김용이 찾아와 구두로 선조의 유지를 전한 날 일기에 이순신은 "김응서라는 자는 어떤 자인데 스스로 개선하고 힘쓴다는 말을 들을 수가 없는가. 쓸개가 있는 자라면 자결이라도 할 것이다"라고 평하고 있다. 그런 한편으로 진주성의 폐허를 함께 둘러보기도 한다. 훗날 고니시 유키나가의 첩자 요시라로부터 전해들은 가토 기요마사의 조선 도해에 대한 거짓 정보를 조정에 보고하고, 조정으로부터 출병해 가토 기요마사를 잡으라는 명을 받은 이순신이 정보의 신빙성이 약하다고 출동 명령을 거부한 것이 문제가 되어 이순신은 삼도수군통제사직을 내놓게 된다.
류몽인(柳夢寅)
류몽인의 유명한 이야기집 《어우야담》에는 이순신에 관한 일화가 몇 편 등장한다. 류몽인은 선조 28년에 암행어사로 남도에 파견되었는데, 암행어사로써 그는 임실현감 이몽상과 무장현감 이충길, 영암군수 김성헌, 낙안군수 신호를 파면해 내치고, 순천부사를 탐관오리의 으뜸이라고 평하고 담양군수 이경로나 나주목사 이순용, 장성현감 이귀, 창평현감 백유항 등의 악행을 덮어주고 조정에 포상을 요청했는데, 이순신은 이에 대해 "나라의 위급한 난리를 생각도 않고 남쪽 지방의 억울하다는 변명만 믿고 있다"며, 중국 송의 간신이었던 진회가 무목(武穆)한테 하던 짓이나 다름없다 고까지 비난하고 있다.
류성룡(柳成龍)
임진왜란 당시 영의정에 도체찰사를 겸해 군무와 정무를 두루 수습하였던 류성룡은 어린 시절부터 이순신과는 가까운 사이였다. 임진왜란이 일어나기 전인 임진년 3월 5일에 이순신은 류성룡(당시 좌의정)으로부터 증손전수방략이라는 책을 받았음을 적고, 그 책에 대해 "수륙전과 불로 공격하는 전술 등에 관한 것이 낱낱이 설명되어 있다"며 "참으로 만고에 보기 드문 뛰어난 저술"이라고 평가하였다. 이후 갑오일기 2월 12일자에 이순신은 한양에서 온 선전관으로부터 영의정(류성룡)의 편지를 전해받고, 다음날 류성룡에게 답신을 썼다. 이때 이순신은 일기에서 "위에서 밤낮으로 애쓰신다는 소식을 들으니 고맙고 그립기가 끝이 없다"고 소회를 적고 있다. 7월 12일자에 이순신은 "류 정승(柳相)이 죽었다는 부음이 순변사(이일)가 있는 곳에 도착했다고 한다."는 자신이 들은 소식을 적고(실제 류성룡은 정유재란이 끝나고 9년 뒤인 1607년에 사망) "이는 류 정승을 질투하는 자들이 말을 지어내서 훼방하려는 것이리라. 통분을 이길 수 없다."고 자신의 감상을 적고 있다. 류성룡은 훗날 징비록에서 특별히 이순신의 생애와 전과 등을 비중있게 언급하였다.
원균(元均)
원균은 이순신의 일기 속에 120회 언급되어 있다. 연도별로 따지면 계사년(49회)과 갑오년(46회)에 집중되어 언급되는데 대부분 원균의 떳떳하지 못하고 치졸한 모습에 대한 비난과 분노가 주를 이룬다. 진도의 지휘선이 왜적에게 포위된 것을 눈앞에서 뻔히 보고도 못본 척 하는 경상 좌위장과 우부장에 대한 비난과 함께 경상수사(원균)를 원망하고 있으며 죽은 왜적의 수급을 거두려고 적이 가득한 섬 사이를 들락거리는 경상수사의 군관과 가덕첨사의 사후선을 잡아 보냈더니 이순신에게 화를 내더라는 기록과, 장계를 거짓으로 꾸며 올리면서 군중을 괜히 동요시키는가 하면 탈영한 격군들을 데리고 자신의 주둔지로 숨은 휘하 포작(어민)들을 숨겨주느라 그들을 잡아 오라고 금모포 만호가 보낸 관리들을 거꾸로 포박하기도 하고 명나라의 경략 송응창이 경상우병사 최경회에게 보낸 1,530대의 불화살을 혼자서 다 쓰려고 계책을 꾸미기도 하고 이순신에게 날 밝는 대로 나가 왜적과 싸우자고 공문을 보내놓고 다음 날 이순신이 왜적을 토벌하는 문제에 대해 공문을 써서 보내자 취기에 정신없다고 핑계를 대며 대답하지 않기도 한다. 이순신에게는 복병을 동시에 보내자고 해놓고 자신이 먼저 보내기도 했다. 이밖에 술에 취해 헛소리를 하더라는 등의 비난도 있다. 이순신은 원균에 대해서는 거의 "음험하고 흉악한 품이 이루 말할 수 없다", "의논에서 원 수사가 하는 말은 매번 모순이다. 참 가소롭다" 라고, 원수 권율의 질책 앞에서 머리도 들지 못하는 원균의 모습을 두고 우습다고 비웃기도 하는 등, 매도에 가까운 비난을 숨기지 않는다. 어머니의 상을 당한 이순신에게 문상을 보냈을 때조차 "음흉한 원균이 편지를 보내 조문한다만 이는 원수의 명이다"라고 표현할 정도로 원균에 대한 감정의 골은 깊었다.
이원익(李元翼)
이원익은 체찰사가 되어 전국을 순회하던 중이던 1595년 8월에 이순신과 만났다. 8월 22일에 진주에 들어온 이원익은 다음날 이순신과 대면했는데, 이순신은 이원익과 대화를 나누고 나서 "그는 백성의 고통을 없애려는 일에 뜻을 둔 것 같다."고 일기에 적었다. 28일까지 체찰사 이원익은 체찰부사 김륵, 종사관을 데리고 이순신과 함께 남해를 돌며 진을 합칠 곳, 왜적과 싸울 만한 곳을 둘러보며 군중을 폐단을 의논하고 헤어졌다. 12월 18일에도 체찰사 이원익은 통제사 이순신과 사천의 보에서 만나 새벽 두 시까지 이야기를 나누었다. 이순신이 삼도수군통제사에서 파직되어 서울로 압송되고 심문받을 때 이원익은 정탁과 함께 이순신의 구명에 나섰던 인물이었다.
정경달(丁景達)
정경달은 임진왜란 당시 선산군수로써 의병을 모아 김성일, 조대곤 등과 함께 금오산에서 왜병을 상대로 승리를 거두었고, 1594년부터 이순신 막하에서 종사관으로 활약하였는데, 둔전 경영과 관리에서 두각을 드러냈다. 임진일기 마지막 장에 실려 있는 이순신 본인이 쓴 서간의 초안에서 전 관찰사로부터 도주(道主, 관찰사) 외에는 둔전을 계속 경작할 수 없으니 일체 검사하지 말라는 공문에 대해, 종사관 정경달은 이제껏 둔전 감독에 심력을 다하였음을 호소하고 추수하는 동안만이라도 그대로 맡겨둘 수는 없겠느냐고 적은 것이 확인된다. 정경달 또한 전쟁 중에 쓴 일기가 문집 《반곡집》(盤谷集, 1800년 간행)에 실려 전하며, 《반곡집》에 실린 정경달의 일기 또한 '난중일기'라는 편명으로 실려 있다.
정탁(鄭琢)
갑오일기 2월 4일자에는 찬성(贊成) 정탁으로부터 온 편지를 받았다는 기록이 있다. 정탁은 이순신이 삼도수군통제사직에서 파직되고 서울로 압송되어 심문을 받게 되었을 때 이원익과 함께 그의 목숨을 구명해 줄 것을 청하는 차자를 올린 사람이었다. 정유년 4월 1일에 이순신이 옥에서 풀려났을 때 정탁은 류성룡 등 다른 조신들처럼 사람을 보내 이순신을 위로하였다. 한편 이순신을 구명해 줄 것을 요청한 정탁의 차자는 《신구이순신차초》(伸救李舜臣箚草)라는 이름으로 오늘날까지 남아 있다.

### 전장에서의 독서
《난중일기》 속에는 이순신이 전쟁 가운데, 혹은 전쟁 전에 읽었던 책에 대한 언급도 있다. 《정유일기》 말미에 이순신은 중국의 역사책 《송사》(宋史)를 읽고 느낀 소감을 적어두었고, 역사 속의 인물의 행적을 되새기며 구국에 대한 충정을 다시금 상기한다. 이순신의 오랜 지우인 류성룡이 보내준 《증손전수방략》(增損戦守方略)에 대해 "수전과 육전, 화공법에 대한 전술을 일일이 설명한 참으로 만고에 뛰어난 이론"이라며 칭찬하고, 한국의 옛 역사를 읽고 개탄스럽게 느낀 자신의 생각을 일기에 적기도 했다.
또한 《갑오일기》말미에서는 '난도(難逃)', '밖으로는 나라를 바로잡을 주춧돌 같은 인재가 없고 안으로는 계책을 세울 인재가 없으니 배를 더욱 늘리고 무기를 만들어 적들을 불리하게 하고 나는 그 편안함을 취하리라(外無匡扶之柱石 內無決策之棟樑 增蓋舟船 繕治器械 令彼不得安 我取其逸)'와 같은 《삼국지연의》(三國志演義) 속에 등장하는 구절들이 확인되어, 이순신이 일찍 《삼국지연의》를 접하고 읽었던 것이 아닌가 추정하기도 한다.
한편 《정유일기》에는 백의종군 도중 한산도의 원균이 이끄는 조선 수군을 지원하기 위해 마침 남쪽으로 내려온 박천군수(博川郡守) 류해(柳海)로부터, 과천의 좌수(座首) 안홍제(安弘濟)라는 인물이 죄도 없이 억울하게 관에 잡혀가 여러 차례 형장을 맞아 거의 죽을 지경이 다 되었는데 말과 스무 살 된 계집종을 뇌물로 바치고 풀려났다는 이야기를 듣고, 나라 안팎에서 뇌물의 많고 적음을 갖고 죄의 경중을 정한다고 기가 막혀 하며 "이런 게 '백 전의 돈이 죽은 혼도 살린다'(一陌金錢便返魂)는 것인가?" 라고 한탄하였는데, 이 구절은 명(明)의 구우가 지은 《전등신화》(剪燈新話)에 실린 '영호생명몽록' 중 내용의 부분으로, 이순신이 《전등신화》를 접하고 읽은 적이 있었음을 암시한다. 류해는 이순신을 만난 다음날 전라우수사 이억기와 경상우수사 배설 및 가리포첨사에게 보내는 이순신의 문안 편지를 갖고 승평(순천)을 거쳐 한산으로 갔고, 두 달 뒤인 7월 16일 새벽, 삼도수군통제사 원균이 지휘하는 조선 수군은 거제 앞바다의 칠천량에서 일본 수군의 기습을 받아 궤멸적인 피해를 입었다.

## 난중일기의 사본 및 간본
《난중일기》의 대표적 사본과 간본은 이순신 본인이 초서로 쓴 친필 원본과, 친필본을 토대로 조선 정조대에 초서를 정서하는 작업을 통해 정리한 전서본이 있다. 1932년 원본과 전서본의 내용을 합친 형태의 간본이 조선사편수회에 의해 간행되었는데, 빠졌던 부분과 누락된 부분이 계속해 이후 발견되면서 내용에 대한 추가 연구와 번역이 이루어졌다.

### 친필본
전서본 일기가 정월 초하루부터 시작하는 것과 달리 친필본은 5월 1일부터 시작하고 있다. 전문 7권 8책으로 군중에서의 일과를 비롯해 조정에 바치는 장계와 등본, 별책, 부록 등이 초서로 적혀 있다.
임진년에서 계사년, 정유년 일기는 일기의 양이 일정하지 않고, 갑오년에서 병신년의 일기는 비교적 일정하다. 긴박한 상황에서 심하게 흘려 적은 것으로 삭제에 수정을 반복한 흔적이 곳곳에 남아 있으며, 판독이 어려울 정도로 흘려쓴 초서 글씨들은 전서본 등 후대 활자본에서도 해당 부분의 오독 내지 탈자가 확인되기도 한다. 《난중일기》를 연구한 노승석은 필기 상태가 유난히 심하고 훼손된 부분이 많은 것에서 당시 삼도수군통제사 파직에 투옥, 백의종군에 이어 모친상까지 당하는 악순환 속에 있었던 이순신의 심리를 반영하고 있다고 지적하였다. 그런 만큼 이순신의 감정을 가장 자연스럽고 온전한 형태로 전하는 일기로써의 성격을 제대로 간직한 간본이라 할 수 있다.

### 전서본
조선 정조는 재위 12년(1788년), "우리 나라를 재건하게 한 큰 은혜를 길이 생각하고 충무공 이순신의 공업을 표창하고자 한다"며, 이순신의 사적을 모아 내각에 내려 전서를 편찬하고 활자로 인쇄되는 대로 한 본을 삼도수군통제사 본영이 있던 통영의 충렬사에 간직해두고 제사지낼 것을 명했다.
《이충무공전서》에는 이순신의 보고서, 진중에서 남긴 7년간의 일기와 시문 등 이순신의 행적과 관련 기록에 정조 본인이 이순신을 추모해 쓴 글이 더해졌다. 간행은 윤행임과 유득공 등이 맡았으며, 초서로 쓰여 있던 친필본 일기의 내용을 정자체로 바꾸고 판각하는 탈초 작업이 이때 처음 이루어졌으며, 흔히 알려진 난중일기라는 제목도 이때 처음 붙여졌다.
《이충무공전서》는 초간본을 비롯해 후대에 이르기까지 총 6차례 간행되었고, 내용은 간본 모두 동일하다. 《이충무공전서》권5에서 권8에 해당하는, 이른바 전서본 《난중일기》의 내용은 날짜면에서 친필본보다 많으며, 총 7년 2,539일의 분량 가운데 1,593일의 기록이 실려 있고 946일은 누락되어 있다. 친필본에 실려있던 내용 상당수가 생략된 한편으로 친필본에 없는 을미년 일기 전문과 임진년 정월 초하루에서 4월 22일, 무술년 10월 8일부터 12일, 11월 8일부터 17일까지의 일기 내용이 수록되어 있다는 점에서 《난중일기》의 정본을 제작하는데 필수적인 것으로 평가받고 있다.

### 난중일기초
1935년 12월 20일 경성 조선총독부 산하 조선사편수회에서 판독한 판본을 일본인이 경영하던 지카자와 인쇄부(近澤印刷部)에서 간행된 간본이다. 《조선사료총간》제6에 '난중일기초 임진장초'라는 제목으로 수록되었는데, 그 이전인 1928년 5월에 이순신에 관한 유물 일체의 촬영은 조선사편수회에서 모두 마친 상태였으며 1934년 연차계획안 속의 사료총간목록 속에서 난중일기 초본과 임진장초(활판)가 포함되어 있는 것을 확인할 수 있다.
친필본과 전서본의 내용을 합치되, 친필본의 형태와 체재를 그대로 살려 날짜별로 나열, 친필본에서 마멸, 판독이 불가능한 글자는 미상기호로 처리하였다. 수정된 내용은 오른편에 빠짐없이 표시하고, 관련 내용은 위에, 인명과 지명은 옆에 주석을 달아 놓았다. 후대 연구자들은 이 난중일기초를 가장 대표적 전범으로 삼았으며, 비교적 완벽에 가깝게 편집된 간본으로 평가받고 있다.
그 이전인 1916년, 조선연구회(朝鮮研究会)의 주간을 맡고 있던 아오야나기 난메이(靑柳南冥)가 전서본 《난중일기》를 토대로 일본어 해석과 함께 《원문화역대조 이순신전집》(原文和譯對照 李舜臣全集)에 수록한 간본이 존재하나, 이는 임진년 정월 초하루부터 을미년 5월 29일까지의 일부 내용만을 실은 발췌본이었다(이듬해 난중일기에 현토를 단 《난중일기장》이 《이순신전집》에 실려 간행됨).

### 《충무공유사》본 일기초
이순신의 집안인 덕수 이씨 집안에는 《충무공유사》(忠武公遺事)라는 이름의 문헌이 전해져 왔다. 저자도 확실하지 않은 이 문헌은 이순신 집안과 관계있는 사람이 기록한 것으로 추정되며, 《재조번방지》(再造藩邦志)에서 초록한 내용이 포함되어 있어 제목이 재조번방지초(再造藩邦志抄)라 알려지기도 했다. 성립 시기는 《재조번방지》가 완성된 숙종 42년(1716년) 이후로 보인다. 친필본 《난중일기》를 옮겨 적은 유일한 판본이자 325일치의 분량 가운데 친필본과 전서본에 누락된 32일치(을미년 30일, 병신년 1일, 무술년 1일치 분량)의 일기가 수록되어 있는 것이 확인되었다는 점에서 가치를 지닌다.
1967년 난중일기 도난 사건이 일어나고(후술) 이듬해 3월, 한국의 문화재관리국은 《난중일기》와 함께 《충무공유사》를 영인 발행하였다. 2000년 《정신문화연구》봄호 제23권 1호에 실린 박혜일(서울대 원자핵공학과) 교수 외 3인의 ‘이순신의 일기 일기초의 내용 평가와 친필초본 결손부분에 대한 복원’이라는 논문에서 처음 《충무공유사》의 원문 일기초 내용의 일부가 발표되었으며, 《난중일기》의 훼손된 부분을 복원할 수 있는 판본으로 평가되었다. 분량이 적긴 하지만 친필본의 마모되고 확인불능 글자, 빠진 부분이 정확히 적혀 있으며, 전서본 제작 과정에서 누락된, 상관과 동료에 대한 이순신 본인의 개인적이고 가족적인 내용이 들어 있다는 점에서 중요한 가치를 지닌다. 2008년 6월 현충사에서는 《충무공유사》의 번역문과 영인문의 합본을 간행하였다.

## 난중일기 도난 사건
1967년 12월 31일에 현충사에서 보관되고 있던 《난중일기》 도난되는 사건이 발생하였다. 도난당했던 난중일기는 이듬해 1968년 1월 9일, 사건 발생 10일만에 부산에서 회수되었다.
사건 종결 이후 박정희 당시 대통령 지시로 《난중일기》의 영인본 5백 부가 제작되어 전국 공공도서관 및 박물관으로 보내졌으며 《난중일기》 원본은 열람 자체가 금지되었다.

## 난중일기의 번역
《난중일기》의 가장 오래된 국역본은 1960년 4월에 이은상이 친필본의 원문교열을 마치고 문교부에서 간행한 《이충무공난중일기》라는 제목의 국역본이 가장 오래된 것으로 알려져 왔으나, 이보다 앞서 1953년 동아일보 기자 출신의 언론인 설의식이 수도문화사에서 간행한 《이순신 수록(手錄) 난중일기》의 존재가 알려졌다. 2년 뒤인 1955년 11월 30일에 북한에서 월북문인 벽초 홍명희의 아들 홍기문이 《리순신장군전집》이라는 제목으로 번역, 평양 소재 국립출판사 주필을 맡고 있던 이상호가 5천 부를 간행하였다.
홍기문의 번역은 신문관본과 통영본, 두 개의 《이충무공전서》 판본을 기초로 조선사편수회에서 간행한 《난중일기초》를 토대로 하여 번역한 것으로, 《이충무공전서》의 내용 가운데 충무공의 저작이 아닌 것을 삭제하고 번역하였다. 홍기문은 이 번역본에서 "친필본보다 전서본이 간략하게 된 것은 윤행임이 삭제하고 이두문을 임의로 수정한 것이다."라며, 난중일기의 판본상의 문제점을 지적하였다. 홍기문의 번역은 친필본과 전서본의 최초의 합본 번역이라는 의의가 있지만, 북한에서 발행한 덕분에 북한 사투리가 포함되어 있으며, 친필본 《난중일기》를 확인하지 않은채 활자본만을 토대로 번역해 친필본의 미상, 오독 부분을 밝혀내지는 못했다는 한계도 있었다(이후 중간본이 간행).
이은상은 1960년 난중일기 간행본에서 "공의 초고와 전서 중의 채택되어 있는 난중일기의 내용과는 상당한 차이가 있다"고 지적하면서, 10월 7일까지만 남아 있던 무술일기의 빠진 부분을 장예초본 별책(《충무공유사》일기초)에서 10월 7일부터 11월 7일까지의 친필 일기초 2면을 찾아내 수록했고, "공의 친필초고를 완전 채록했다"고 자부하였다(다만 이은상은 장예초본 별책이 《충무공유사》일기초와 동일한 것임은 몰랐다). 이은상이 《난중일기》를 번역한 1960년 부산대학교에서 총장 윤인구에 의해 충무공연구실이 설치되어, 당시 친필 난중일기 초고 7책 215장을 모두 사진으로 찍어 당시 경무대(청와대)와 부산대 도서관, 현충사에 각각 한 부씩 비치했었다.
1968년에 이은상이 번역한, 친필본과 전서본이 합본된 《난중일기》가 현암사에서 크라운판(版)으로 간행되었다. 공교롭게도 지문각에서 이석호가 역주한 《난중일기》도 이은상 번역본과 같은 날(1968년 4월 2일)에 발행되었는데, 이석호 역주본은 갑오년 7월 13일과 병신년 8월 2일, 정유년 7월 2일 등 전체 분량 가운데 126일치가 빠졌고 이순신이 지은 한시가 부록되었고, 가격도 현암사판(8백 원)보다 저렴한 390원이었다. 한편 이은상 번역본 《난중일기》는 원문과 함께 《난중일기》 속 지명과 현대의 지명을 대조해 표로 정리한 것을 부기하였다.
한편 2004년부터 문화재에 대한 디지털 정보화 사업의 일환으로 난중일기 원문과 원본사진이 국가기록유산에 게재되고, 친필본 탈초와 원문 해독을 맡았던 노승석이 10여 곳의 오류를 발견하였다. 노승석은 자신이 발견한 오류의 수정을 반영하여 2005년 《이순신의 난중일기 완역본》(동아일보사)을 출간하였고, 《충무공유사》해독 과정에서 찾아낸 32일치를 첨가한 표정교감본 임진일기를 순천향대학교 이순신연구소를 통해 2007년 3월에 간행하였다. 5월에 박해일 교수 외 3인이 친필본을 활자로 옮긴 《이순신의 일기초》를 간행하였는데, 원문에 구두를 넣지 않았고 본서 속에 수록된 장계와 서간문의 출처를 밝히고 내용과 형식을 친필본 형태로 상세편집하였다.

## 문학으로써의 난중일기
5만 명의 조선 군민이 왜병과의 분전 끝에 몰살당한 제 2차 진주성 싸움(1593년)이 있었던 해에 쓴 《계사일기》 7월 2일자에서 이순신은 진주성(晋州城)이 왜병에 포위되어 위태롭다는 소식을 김득룡으로부터 전해 듣고 놀라고 걱정스럽다면서도 그럴 리 없다고 애써 부정하는 투로 적었지만, 7월 6일에 광양으로부터의 보고를 통해 진주성 함락의 소식을 전해듣고, 9일에는 광양과 순천이 왜병에 함락되었다는 비보가 이어지고 난 뒤에 "이 날 밤은 바다의 달이 밝고 티끌 하나 일지 않아 물과 하늘이 한 색을 이루었고, 서늘한 바람이 선듯 불었다. 홀로 뱃전에 앉아 있었고, 온갖 근심이 가슴에 치밀었다."고 썼다. 소설 《칼의 노래》(2001년 발행)를 발표한 한국의 소설가 김훈은 "홀로 뱃전에 앉아 있었다"는 이 《난중일기》 문장을 두고 「이것은 죽이는 문장입니다. 슬프고 비통하고 곡을 하고 땅을 치고 울고불며 하는 것이 아니고 나는 밤새 혼자 앉아 있었다, 혼자 앉아 있었다는 그 물리적 사실을 객관적으로 진술한 것이죠. 거기에 무슨 형용사와 수사학을 동원해서 수다를 떨어본들, "나는 밤새 혼자 앉아 있었다"를 당할 도리가 없습니다. 이것은 전연 수사학의 세계가 아닙니다. 그것은 아주 강력한 주어와 동사의 세계죠. 내가 사랑하는 주어와 동사의 세계는 바로 이런 것입니다. 그분은 사실에 입각해 있습니다.」 라 평했다.
이순신은 또 일기에다, "오늘 어떤 녀석이 군율을 어겼기로 베었다"고 썼습니다. 기막히지요. 군율을 어겼기로 베었다. 그게 목을 베었다는 거지요. 그것이 그가 글을 쓰는 방식입니다. 그렇게 완강한 사실에 입각하는 것이죠. 군율을 어겼기로 베었다. 그 머리를 베어서 장대에 끼워서 성 앞에 걸었다. 그래놓고 그 다음 문장을 계속 써요. "저녁 때 바람이 불었다." 해군들은 바람 부는 게 가장 큰 문제죠. 배들을 바닷가에 나란히 자동차 세우듯이 대놓고 있는데 바람이 불면 배들이 서로 흔들려서 배들끼리 부닥칩니다. 바람이 불면 해군은 배를 끌어서 뭍 위로 올려놔야 배가 부숴지지 않죠. "저녁 때 바람이 불었다. 자는 병사들을 깨워서 물가로 내려 보내서 배를 끌어올리라고 지시했다"고 씁니다. 이 부하 놈 하나를 죽였다는 것 그게 뭐 별거 아니라는 듯이 써버립니다. 수사, 형용사, 부사가 하나도 안 나오고 밋밋하고 재미가 없지만, 부하를 죽였다는 문장과 바람이 불었다는 문장 사이에서 그의 문장은 삼엄한 긴장에 도달합니다. 그것은 아주 전압이 높은 문장입니다. 볼트가 높은 고압 전류가 흐르는 문장입니다. 만지면 전기가 올 것처럼 찌르찌르하는 문장이죠.

## 한국어 번역
- 현암사 《난중일기》 이은상 역, 1968년
  - 1984년과 1993년에 현암신서 제34권으로써 다시 간행(역자는 동일) ISBN 89-323-0033-X
- 지문각 《난중일기》 이석호 역, 1968년
- 금자각 《국보 76호 난중일기》 이찬도 역, 1969년
- 삼중당 《삼중당문고78 난중일기》 1975년
  - 1986년 다시 베스트북스 제119권으로써 간행(역자는 동일)
- 동서문화사 《동서문고25 난중일기》 1977년
  - 고정일이 역해한 《난중일기》가 같은 출판사에서 2014년 간행 ISBN 978-89-497-0833-1
- 경문출판사 《한국고전 난중일기》 이웅렬 역, 1977년
- 대학서림 《난중일기》 1977년
- 범우사 《난중일기》(범우에세이선88) 이민수 역, 1979년
  - 2007년에 범우문고239 수필부문에 포함 재간행(역자 동일). ISBN 978-89-8-06-239-9
  - 《이충무공 진중일기》 임기봉 역주해, 2007년 ISBN|978-89-91167
- 천자문출판사 《난중일기 충무공 이순신 장군》 이웅렬 역, 1980년
- 큰손 《난중일기》 한창수 역, 1982년
- 문공사 《자이언트문고21 난중일기》 1983년
- 마당 《마당문고79 난중일기》 1984년
- 일신서적공사 《난중일기》 신동호 역주, 1987년
  - 1995년에 《한국남북문학100선》제55권으로써 재간행(역자는 동일). ISBN 89-366-1675-7
- 학원사 《난중일기》(한권의책150) 장홍재 역, 1989년
  - 1994년에 한권의책72로 재간행(제목 및 역자 동일). ISBN 89-19-01072-2
- 집문당 《이충무공의 난중일기》 이석호 역, 1993년
- 학민사 《새번역 난중일기》 최두환 옮김, 1996년 ISBN 89-7193-078-0
- 한양출판 《한양고전산책11 난중일기》 허경진 역, 1997년 ISBN 89-85247-78-6
- 혜원출판사 《hae wan world best 48 난중일기》(김중일, 윤광원 역주) 1999년 ISBN 89-344-0149-4
- 소담출판사 《베스트셀러고전문학선7 난중일기》 설중환 편집, 2003년 ISBN 89-7381-771-X
- 서해문집 《난중일기 - 임진년 아침이 밝아 오다》(오래된책방07), 송찬섭 엮어 옮김, 2004년 ISBN 89-7483-223-2
- 행복한책읽기 《평역 난중일기》 김경수 역, 2004년 ISBN 89-89571-28-6
- 동아일보사 《난중일기 완역본》 노승석 역, 2005년 ISBN 89-7090-438-7
- 중앙북스 《난중일기 - 인간 이순신을 만나다》 허경진 역, 2008년 ISBN|89-6188-316-0
  - 2014년에 다시 같은 출판사에서 개정판 간행(역자는 동일) ISBN 978-89-278-0599-1
- 하서출판사 《난중일기》(하서명작선43) 박광순 역해, 2010년 ISBN 978-89-6259-048-7
- 민음사 《교감완역 난중일기》 노승석 역, 2010년 ISBN 978-89-374-2686-5
- 돋을새김 《평역 난중일기》(푸른책장시리즈19) 김경수 편저, 2011년
- 지식공작소 커뮤니케이션북스 《난중일기》 2014년 ISBN 9791130400808
- 올재 《난중일기》(올재클래식스46) 2014년 ISBN 978-89-978765-3-2
- 도서출판 여해 《교감 완역 난중일기》 노승석 옮김, 2019년 11월 25일 ISBN 9791195315284
  - 번역·지명 오류를 해결한 것으로, 《교감 완역 난중일기》(도서출판 여해, 2016년 12월 26일)의 개정판이다.
  - 유적지 사진을 실은 《난중일기 유적편》(도서출판 여해 2019년 10월 15일, ISBN 9791195315277)도 출간했다.
- 도서출판 여해 《신완역 난중일기 교주본》, 2021년 3월 22일, 원문이 같이 수록되어 있다.
- 더클래식 《난중일기》(동양고전컬렉션13) 김문정 옮김, 2015년

## 같이 보기
- 난중일기 - 영화
- 이순신
- 임진왜란
- 일기
- 정유재란
- 칼의 노래